# 达达帕特纳
达达帕特纳（Dadhapatna），是印度奥里萨邦Cuttack县的一个城镇。总人口4415（2001年）。

## 人口
该地2001年总人口4415人，其中男性2338人，女性2077人；0—6岁人口528人，其中男269人，女259人；识字率72.87%，其中男性为80.41%，女性为64.37%。